# مشيخة دثينة

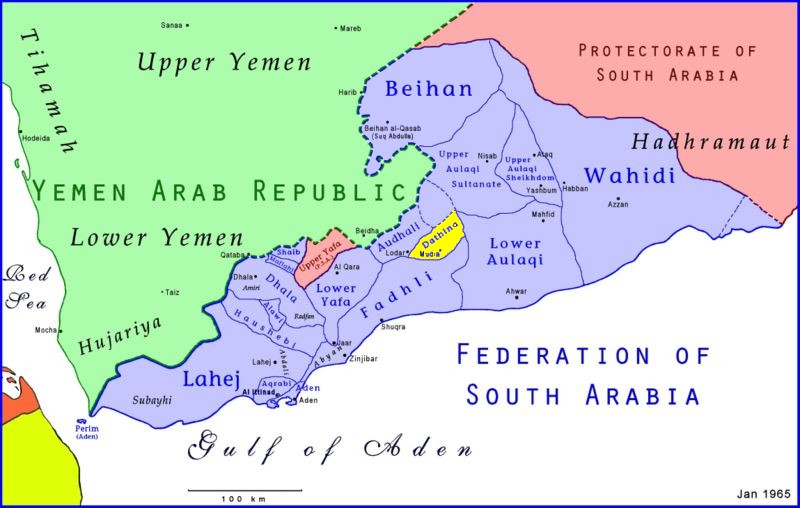
مكان مشيخة دثينة داخل اتحاد الجنوب العربي باللون الأصفر

مشيخة دثينة وتسمى أحياناً كونفدرالية دثينة هي إحدى كيانات محمية عدن البريطانية وعاصمتها مودية. أصبحت لاحقاً عضواً في اتحاد إمارات الجنوب العربي الذي خلفه اتحاد الجنوب العربي في عام 1963. ألغيت المشيخة عام 1967 عند تأسيس جمهورية اليمن الديمقراطية الشعبية التي هي الآن جزء من الجمهورية اليمنية.